# 3. HVL 2002.
Treća hrvatska vaterpolska liga je predstavljala treći rang hrvatskog vaterpolskog prvenstva u sezoni 2002., te je bila podijeljena u nekoliko grupa.

## Ljestvice i rezultati

### Split
Konačni poredak: 

1. Rogotin
2. Podgora
3. Korenat Dugi Rat
4. Omiš
5. Okrug (Okrug Gornji)
6. Zale Igrane
7. Mornar II Split ( van konkurencije )

### Sjever
Konačni poredak: 

1. Burin Rijeka
2. CPK Crikvenica
3. Jadran Kostrena
4. Arba Rab
5. Delfin Rovinj
6. Lošinj (Mali Lošinj)

## Poveznice
- Prvenstvo Hrvatske u vaterpolu 2001./02.
- 2. HVL 2002.